# Giovanni Russo (giornalista)
Giovanni Russo (Salerno, 15 marzo 1925 – Roma, 25 settembre 2017) è stato un giornalista, scrittore e commediografo italiano.

## Biografia
Nato a Salerno, si formò a Potenza, dove visse nello storico Palazzo Biscotti. Fu tra i fondatori del Partito d'Azione lucano nel 1943 e strinse amicizia con Carlo Levi. Nel 1947, trasferitosi Roma, scrisse prima su Il Mondo di Mario Pannunzio, dove ebbe modo di stringere amicizia con Ennio Flaiano, e su Il Messaggero, per diventare poi, a partire dal 1955, inviato speciale del Corriere della Sera, dove era approdato dopo il successo di Baroni e contadini che vinse il premio Viareggio. Per il quotidiano milanese si occupò di inchieste in particolare sui problemi sociali e civili della società meridionale e dei suoi emigranti. Ritenuto tra i maggiori protagonisti della vita culturale italiana, attraverso i suoi interventi sulle principali riviste del settore (a partire dalla Nuova Antologia) ebbe come impegno costante la documentazione della situazione sociale del Paese: dalle vicende dei partiti ai problemi del Mezzogiorno, fino alla condizione dei giovani nella scuola e nell'università. 

Nel solco di illustri meridionalisti come Giustino Fortunato, Guido Dorso e Gaetano Salvemini, l'ispirazione della sua scrittura risale sia alla grande tradizione narrativa di Corrado Alvaro e Giovanni Verga sia alla prosa letteraria di autori del suo tempo come Ennio Flaiano o Leonardo Sciascia. Alla fine degli anni Cinquanta divenne famosa una filastrocca scritta su di lui da Flaiano:
Ebbe in vita numerosi riconoscimenti anche se i suoi numerosi libri ebbero poco successo a parte "Baroni e contadini", anche se fu notato che polemizzare con i nobili del Sud nel 1955 era come criticare dei fantasmi. La sua insistenza per finanziamenti "a pioggia" al Sud portò il suo stesso Corriere della Sera a prendere le distanze, osservando che si rischiava di dare denaro alla criminalità organizzata, senza un serio controllo. Negli anni ottanta si diceva accanitamente sostenitore di Reagan, in politica interna era un repubblicano, sostenitore del Pentapartito. 
Nel 2012, poco prima di incontrare gli studenti del liceo N.Pizi di Palmi, Giovanni Russo ebbe un infarto e fu ricoverato d'urgenza al Policlinico di Roma, ma sopravvisse. È deceduto nel 2017 all'età di 92 anni nella sua abitazione di piazza Grazioli a Roma

## Opere
- Baroni e contadini, Bari, Laterza, 1955, che lo ha rivelato al grande pubblico e con cui ha vinto il Premio Viareggio nel 1955 quale opera prima.[3] Ed. successive: 1979. Milano, Baldini & Castoldi, 1996, ISBN 88-8089-194-4. Milano, Baldini e Castoldi Dalai, 2011, ISBN 978-88-6620-118-2.
- L'Italia dei poveri, Milano, Longanesi, 1958. 2ª ed.: Venezia, Marsilio, 1982. 3ª ed.:  prefazione di Giuseppe Lupo, Matelica, Hacca, 2011, ISBN 978-88-89920-62-6.
- L'atomo e la Bibbia, Milano, Bompiani, 1963. 2ª ed.: Israele. L'atomo e la Bibbia, Milano, Bompiani, 1967.
- Chi ha più  santi in paradiso, Bari, Laterza, 1964. Trad. francese di Roger Hardy: Quinze millions d'Italiens déracinés, Parigi, Les Éditions Ouvrières, 1966.
- Università anno zero, Roma, Armando, 1966.
- Il fantasma tecnologico, Milano, Rizzoli, 1968.
- I bambini dell'obbligo. Inchiesta sulla scuola, Milano, Bompiani, 1971.
- I figli del Sud. Racconti e personaggi del Mezzogiorno d'Italia dal taccuino di un giornalista (note e commento di Pierluigi Ronchetti), Milano, Fabbri, 1973 (1974, 1979 e 1980).
- Terremoto. Le due Italie sulle macerie del Sud: volontari e vittime, camorristi e disoccupati, notabili e razzisti, borghesi e contadini, emigranti e senzatetto (con Corrado Stajano), Milano, Garzanti, 1981.
- Flaianite, Milano, Libri Scheiwiller, 1990 (mille esemplari numerati). 2ª ed.: 1991. ISBN 88-7644-150-6.
- I nipotini di Lombroso. Lettera aperta ai settentrionali, Milano, Sperling & Kupfer, 1992. ISBN 88-200-1461-0.
- Sud specchio d'Italia (introduzione di Francesco Erbani), Napoli, Liguori, 1993. ISBN 978-88-207-2237-1.
- Perché la sinistra ha eletto Berlusconi, Milano, Sperling & Kupfer, 1994. ISBN 88-200-1902-7.
- I re di carta, Milano, Sperling & Kupfer, 1996. ISBN 88-200-2309-1.
- Il futuro è a Catania, Milano, Sperling & Kupfer, 1997. ISBN 88-200-2323-7.
- È tornato Garibaldi, Cava de' Tirreni, Avagliano, 2000. 4ª ed.: 2007. ISBN 978-88-8309-031-8.[4]
- Lettera a Carlo Levi, Roma, Editori riuniti, 2001. ISBN 88-359-4993-9.
- Le olive verdi. Racconti dal Sud, Milano, Libri Scheiwiller, 2001 (Premio Strega speciale del 2002). 2ª ed.: 2002. ISBN 88-7644-281-2.
- Oh, Flaiano! (con il testo inedito di Ennio Flaiano Cristo torna sulla Terra), Cava de' Tirreni, Avagliano, 2001. 2ª ed.: 2002. ISBN 88-8309-092-6.[5]
- I cugini di New York. Da Brooklyn a Ground Zero, Milano, Libri Scheiwiller, 2003. ISBN 88-7644-343-6.
- La terra inquieta. Memoria del Sud (a cura di Goffredo Fofi), Cava de' Tirreni, Avagliano, 2003. ISBN 88-8309-130-2.[6]
- Con Flaiano e Fellini a Via Veneto. Dalla 'Dolce vita' alla Roma di oggi, Soveria Mannelli, Rubbettino, 2006. Finalista al Premio estense 2006.
- Israele in bianco e nero (conversazione di Arrigo Levi e intervista a Vittorio Dan Segre), Roma, Avagliano, 2006. ISBN 88-8309-205-8.
- I lacci bianchi, San Cesario di Lecce, Manni, 2010. ISBN 978-88-6266-230-7.
- Carlo Levi segreto, Milano, Baldini Castoldi Dalai, 2011. ISBN 978-88-6073-840-0.
- Nella terra estrema: reportage sulla Calabria (con prefazione di Vito Teti), Soveria Mannelli, Rubbettino, 2013, ISBN 978-88-498-3801-5

## Premi e riconoscimenti
- Premio Saint-Vincent per il giornalismo nel 1964
- Premio Marzotto per il giornalismo 1965
- Premio Carlo Casalegno 1981
- Premio Pannunzio 1991
- Premio Mezzogiorno 1993
- Premio Positano 1998 per il giornalismo civile

## Onorificenze
- Grande Ufficiale da parte del Presidente della Repubblica Carlo Azeglio Ciampi il 10 aprile 2006.